# لمک، نیوبرانزویک
لمک، نیوبرانزویک (به انگلیسی: Lamèque) یک منطقهٔ مسکونی در کانادا است که در گلاوستر واقع شده‌است. لمک ۱۲٫۴۵ کیلومتر مربع مساحت و ۱٬۴۳۲ نفر جمعیت دارد.